# 朱子堠
鎮平榮莊王朱子堠（1425年—1482年），明朝周藩第二代鎮平王，鎮平恭定王朱有爌的庶長子。

## 生平
正統七年（1442年）四月，獲賜名子堠，封鎮國將軍。十二月，獲給歲祿千石，米鈔兼支。成化九年（1473年）九月，襲封鎮平王。
成化十八年（1482年）六月，朱子堠去世，享年五十八歲，諡號榮莊。三年後，庶長子鎮國將軍朱同䥸襲爵。

## 家庭

### 妻
- 石氏，正統七年（1442年）冊為鎮國將軍夫人[1]

### 子
- 庶長子：鎮國將軍→鎮平端裕王朱同䥸[5]
- 第二子：鎮國將軍朱同鐒
- 第三子：鎮國將軍朱同𨰜[6]